# Marcel Bosker
Pour les articles homonymes, voir Bosker.
Marcel Bosker, né le 19 janvier 1997 à Schöftland, est un patineur de vitesse néerlandais.

## Carrière
Il remporte la médaille de bronze sur 5 000 mètres aux Championnats d'Europe de patinage de vitesse à Kolomna en 2018.
Il est ensuite médaillé de bronze des Championnats du monde toutes épreuves de patinage de vitesse à Amsterdam en 2018.